# Herfstvlieg
De herfstvlieg (Musca autumnalis) is een vliegensoort uit de familie van de echte vliegen (Muscidae). De wetenschappelijke naam van de soort is voor het eerst geldig gepubliceerd in 1776 door De Geer.

## Kenmerken
De herfstvlieg is vergelijkbaar met de nauw verwante huisvlieg, maar is iets groter, gemiddeld ongeveer 7-8 mm lang en grijs van kleur met vier donkere strepen op de thorax, met een achterlijf met een grijszwart patroon. Zoals bij veel echte vliegen, raken de ogen van de mannetjes elkaar bijna van bovenaf gezien.

## Verspreiding
Musca autumnalis is wijdverbreid in het grootste deel van Europa, Centraal-Azië, Noord-India, Pakistan, China en sommige delen van Noord-Afrika.
Het werd rond de jaren veertig in Noord-Amerika geïntroduceerd en heeft nu een gebied bezet van Zuid-Canada tot de meeste gematigde delen van de Verenigde Staten. Het werd ook geïntroduceerd op Sint-Helena in de Zuid-Atlantische Oceaan.

## Levenscyclus
Volwassen herfstvliegen zullen rond maart tot begin april uit de winterslaap komen. Overdag voeden ze zich met mestsappen en plantensuikers. Op runderen en paarden voeden ze zich rond de ogen, mond en neusgaten. De volwassen vliegen zullen zich ook voeden met het bloed van de gastheer door wonden zoals paardenvliegbeten. Een groter deel van de herfstvliegen op de gastheer zullen vrouwtjes zijn, omdat ze een grotere behoefte hebben aan eiwitten die door dierlijke gastheren worden geleverd. 's Nachts rusten beide geslachten op de vegetatie.
Vrouwtjes leggen eieren op verse koeienmest en deze komen binnen enkele uren na het afzetten uit. De geelachtig witte maden voeden zich met de microbiële flora en fauna van de mest en doorlopen drie larvale stadia (stadia), worden ongeveer 12 mm lang en ontwikkelen zich vervolgens tot witte poppen. Ze verschijnen als volwassenen ongeveer 10 tot 20 dagen na het afzetten van de eieren, afhankelijk van de temperatuur.